# HAPPY! STYLE
HAPPY!STYLE是Up-Front Group的藝能事務所，UP-FRONT TREND於2008年5月起製作偶像歌曲和動畫歌曲、LIVE活動為中心。

## 正式成員
- 能登有沙
- HAPPY!STYLE Rookies
  - 市川利奈
  - 松永真穗
- 三澤紗千香
- 寺門仁美
- StylipS
  - 豐田萌繪
  - 伊藤美來

### 過去的出演者
- 月宮うさぎ（嘉賓）
- 廣田詩夢（嘉賓）
- 前田彩里（嘉賓・前Hello! Project Egg(現Hello! Project研修生)→前AKBN 0）
- 前HAPPY!STYLE Rookies
  - 笹峰葵
  - 坂田奈穂子
- 枝川みるる
- SI☆NA
  - 中山菜菜（元NMB48Team N成員・ 山田菜菜）
  - 須磨愛
  - 岩嶋雅奈未
  - 阿部麻美
- 唯夏织
  - 小倉唯
  - 石原夏織

## 外部連結
- HAPPY! STYLE 官方網站 （页面存档备份，存于）